# Uta Szyszkowitz

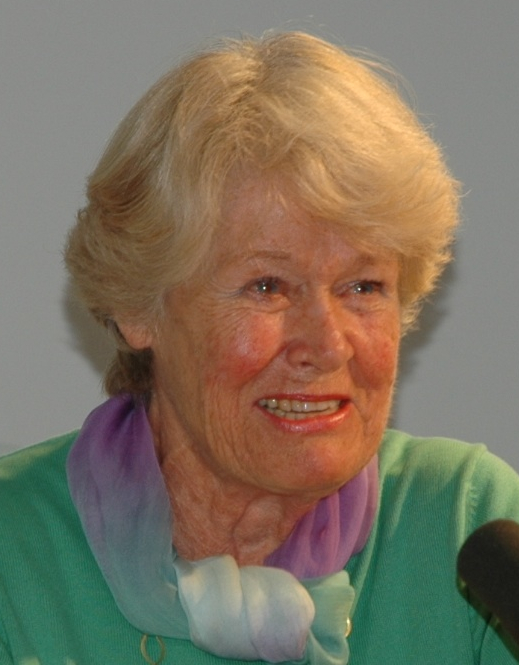
Uta Szyszkowitz (2014)

Uta Szyszkowitz (bis zu ihrer Eheschließung: Uta Wiers-Keiser; * 23. September 1935 in Zoppot, Freie Stadt Danzig) ist eine österreichische Literaturübersetzerin.

## Leben
Uta Szyszkowitz wurde in Zoppot bei Danzig geboren. Nach der Flucht 1945 wuchs sie in Krefeld auf und studierte Theaterwissenschaft und Romanistik in Berlin, Paris und Wien. Sie promovierte 1961 an der Universität Wien.
Sie war dann als freiberufliche Literaturübersetzerin aus dem Englischen und aus dem Französischen tätig, zunächst von ca. 25 Bühnenstücken und Hörspielen, später auch von zahlreichen belletristischen Romanen und Erzählungen, Jugendliteratur und Sachbüchern, vor allem aus den Gebieten Geschichte und Politik.
1981 war Szyszkowitz Gründungsmitglied der österreichischen Übersetzergemeinschaft (ÜG),  heute IG Übersetzerinnen Übersetzer und arbeitete danach viele Jahre im Vorstand mit, unter anderem war sie Gründungsdelegierte und ebenfalls mehrjähriges Vorstandsmitglied des europäischen Dachverbands der Literaturübersetzer CEATL.
Sie ist seit 1962 mit dem Autor und Theaterregisseur Gerald Szyszkowitz verheiratet und Mutter von drei Kindern: Stefan, Tessa und Franz Szyszkowitz. Aglaia und Roswitha Szyszkowitz sind ihre Nichten.

## Auszeichnungen
- 1997 Kulturpreis des Landes Niederösterreich (Würdigungspreis für literarische Übersetzung)
- 2000 und 2002 Österreichischer Kinder- und Jugendbuch-Übersetzerpreis
- 2013 Staatspreis für literarische Übersetzung (verliehen im Jahr 2014)[3]

## Übersetzungen

### Aus dem Französischen
- Christian Merlin, Die Wiener Philharmoniker: Band I: Das Orchester und seine Geschichte von 1842 bis heute. Amalthea Signum     Verlag, Wien 2017
- Joseph Erlich: Schabbat – Religion und Ritus einer polnischen Judenfamilie. Neu-Isenburg 2005.
- André Dahan: Großvaters Boot. St. Pölten/Wien/Linz 2002
- Pierre Heuer: Kakaosternchen. St. Pölten/Wien/Linz 2002
- Ferdjoukh Malika: Mach mir Angst! Würzburg 2001
- François Fejtö: Requiem für eine Monarchie – die Zerschlagung Österreich-Ungarns (mit Hilde Linnert). Wien 1991
- Maurice Mességué: Das Gesetz der Natur : im Kampf für die Gesundheit der Menschen (mit Hanne Lore Agius). Frankfurt am Main 1989
- Victor Lucien Tapié: Maria Theresia – die Kaiserin und ihr Reich (mit Eugen Wacker). Graz/Wien/Köln 1989
- Remo Forlani: Eine schöne Überraschung. Wien/München 1985
- Maria Galland und Claude Chauchard: Schönheitspflege und Medizin – auf der Suche nach der ewigen Jugend. Wien/München/Zürich/Innsbruck 1980
- Marion und Thibaut von Orléans: Ein Schloss in Bayern (mit Gerald Szyszkowitz). Gütersloh 1978
- Pierre Daix: Marxismus, die Doktrin des Terrors (mit Gerald Szyszkowitz). Graz/Wien/Köln 1976
- Victor Lucien Tapié: Die Völker unter dem Doppeladler (mit Gerald Szyszkowitz). Graz/Wien/Köln 1975
- Victor Hugo: Tausend Francs Belohnung (mit Gerald Szyszkowitz). Berlin 1974
- Marc Camoletti: Palace-Hotel. Wien/München 1971
  - Hier sind Sie richtig. Wien 1969
  - Keine Angst vor Eifersucht. Wien/München 1969
- Fernand Crommelynck: Heiß und kalt, oder die Idee des Herrn Dom. Berlin 1968
  - Balbine oder die Frau mit dem zu kleinen Herzen. Berlin 1967
- Jacques Deval: Die "Freude der Engel. Wien/München 1967
- Jean Genet: Briefe an Roger Blin. Hamburg 1962
- Jean Cau: Die Fallschirmjäger. Berlin 1965
- Michel de Ghelderode: Carolinas Schießbude. Zürich 1963
  - Christoph Columbus. Zürich 1963
  - Die Sonne stirbt. Zürich 1963
  - Drei Schauspieler. Zürich 1963
  - Narrenfarce. Zürich 1963
  - Vom Teufel, der so wunderbar predigen konnte. Zürich 1963
- Josef Erlich: Schabbat. Melzer, Neu-Isenburg 2005.

### Aus dem Englischen
- Gail Gauthier: Achtung – Außerirdische!. München 2002
- M. E. Kerr: Sommergefühle. Wien 2001
- Crisp Marty: General Schlappohr. Wien 1998
- Justine Rendol: l00.000 Megabyte Herz. Wien 1999.
- Jane Goldman: Thirteen something: ein Überlebensratgeber für Teens. Freiburg im Breisgau 1997
  - Für Hochzeiten, einen Todesfall und wenn das Klo nicht funktioniert: Taktiken für Teens. Freiburg im Breisgau 1997
  - ... take care!: Tips und Tricks für unterwegs. München 1996
- Susan Howatch: Das Schloss am Meer. München 1995
- Noël Riley Fitch: Anaïs. Das erotische Leben der Anaïs Nin. Wien 1995.
- Lisa Appignanesi, John Forrester: Die Frauen Sigmund Freuds (mit Brigitte Rapp). München 1994
- Clement C.Moore: Weihnachtsträume – ein 3-D-Fest fürs Auge (mit 3D-Bildern von John Olsen). Hamburg 1994
- James Saunders: Headlong Hall (Hörspiel). Hamburg 1991.
- Jimmie Chinn: Goldener Herbst (Hörspiel). München 199l
  - Verräter (Hörspiel). München 1990.
- Susan Howatch: Der ungebetene Gast: ein Schatten fällt auf ihre Liebe. München 1990
- János Nyiri: Die Juden-Schule (mit Hilde Linnert). München/Leipzig 1990
- George Every: Das Christentum und seine Legenden. Klagenfurt 1990
- WWF: Die schönsten Naturschutzgebiete der Welt. WWF präsentiert. (mit Werner Richter und Hilde Linnert) Wien/München 1990
- Zbigniew Brzeziński: Das gescheiterte Experiment. Wien 1989.
- Clement Clarke: Fröhliche Weihnacht für alle. Wien 1989
- Tom MacCaughren: In die Enge getrieben. Wien 1989
  - Lauf mit dem Wind (unter Mitarbeit von Charlotte Brandsteidl). Wien 1988
- Susan Howatch: Der ungebetene Gast. München 1988
- Paula Sutter Fichtner: Ferdinand I. – wider Türken und Glaubensspaltung Graz 1986
- Peter Pierson: Philipp II. – vom Scheitern der Macht. Graz 1985
- György Doczi: Die Kraft der Grenzen – harmonische Proportionen in Natur, Kunst und Architektur. München 1984
- Linda und Marsha Frey: Friedrich I. – Preußens erster König. Graz 1984
- Charles W. Ingrao: Josef I. – der vergessene Kaiser (mit Gerald Szyszkowitz). Graz 1982
- Robert John Weston Evans: Rudolf II – Ohnmacht und Einsamkeit. Graz 1980
- Andrew Greeley: Der weiße Rauch. Die Hintergründe der Papstwahlen 1978 (mit Anton Grabner-Haider). Graz 1979
- Derek McKay: Prinz Eugen von Savoyen – Feldherr dreier Kaiser (mit Gerald Szyszkowitz). Graz 1979
- Susan Howatch: Tödlicher Sand. Wien 1973